# Рошавица (Кјети)
Рошавица (итал. Rosciavizza) је насеље у Италији у округу Кјети, региону Абруцо.
Према процени из 2011. у насељу је живело 57 становника. Насеље се налази на надморској висини од 124 м.